# Почти приятели
„Почти приятели“ (на английски: Almost Friends) е американска комедия, режисирана и написан от Джейк Голдбъргжър. В ролите: Фреди Хаймор, Одея Ръш, Хейли Джоел Осмент, Кристофър Мелони и Марг Хелгенбъргър.
Филмът се състоя на 14 октомври 2016 г. на филмовия фестивал в Остин. Издаден е в Северна Америка на 17 ноември 2017 г. от Gravitas Ventures и Orion Pictures.

## Сюжет
Внимание:  Текстът по-долу разкрива сюжета на произведението (или части от него)!
Преди обещаващ млад готвач, сега Чарли е демотивиран двайсет и няколко годишен, който живее у дома с майка си (Марг Хелгенбъргър) и втория си баща, докато работи в малък киносалон и живее в съпричастност чрез най-добрия си приятел Бен (Хейли Джоел Осмент). Животът му обаче поема непредсказуем ход, когато попада на местната барманка Амбър (Одея Ръш) и се влюбва в нея. Проблемът е, че Амбър има свои проблеми – нейният съквартирант (Джейк Абел), приятелят ѝ който е най-бързия човек на пистата в училище (Тейлър Джон Смит), и твърдо планира да се премести в Ню Йорк. В допълнение към това, отчужденият баща на Чарли (Кристофър Мелони) неочаквано се завръща в живота му, точно когато започва да се вглежда дълго и твърдо в това, къде отива и кой иска да бъде. С конфликт, след конфликт, който се натрупва, Чарли ще достигне върха си или най-накрая ще намери пътя напред?

## В ролите
- Фреди Хаймор като Чарли Бренър
- Одея Ръш като Амбър
- Хейли Джоел Осмент като Бен
- Кристофър Мелони като Хауърд
- Марг Хелгенбъргър като Саманта
- Рита Волк като Хедър (приятелката на Чарли)
- Джейк Абел като Джак (гаджето на Амбър)
- Тейлър Джон Смит
- Джон Хейдън като Ръсел (бащата на Амбър)

## Продукция
На 18 август 2015 г. е обявено, че продукцията на комедийния драматичен филм „Holding Patterns“ е в ход, с участието на Фреди Хаймор, Одея Ръш, Хейли Джоел Осмент, Рита Волк, Джейк Абел и Тейлър Джон Смит. Джейк Голдбъргжър режисира филма от собствения си сценарий, а Алекс Гинзбург и Тони Лий ще продуцират филма чрез Let It Play, като Джим Йънг ще продуцира чрез „Анимус филмс“. На 26 август 2015 г. Кристофър Мелони и Марг Хелгенбъргър се присъединяват в филма, за да играят в ролите Хауърд и Саманта, а Гари Рей Мур също се присъединява към участниците.
Главната фотография започна в Мобил, Алабама на 27 юли 2015 г. Хаймор и Волк бяха забелязани на място на испанското висшо училище на следващия ден.

## Премиера
През октомври 2017 г. Gravitas Ventures и Orion Pictures придобиха права за разпространение на филма и го пуснаха за издаване на 17 ноември 2017 г.